# 大连大学
大连大学是隶属于中華人民共和國辽宁省教育厅的一所普通公立大学，其前身为大连工学院大连分院，1983年独立办学并更名为大连大学，现校址位于辽宁省大连市开发区。

## 历史
1949年4月15日，最早的大连大学（不同于今大连大学）正式成立，成为中国共产党创办的第一所正规大学。1950年7月分拆为大连工学院（今大连理工大学）和大连医学院（今大连医科大学）等。1978年10月，大连工学院成立旅大分校（后改名为大连工学院大连分院），1983年11月独立办学，并更名为大连大学。1987年10月，大连大学、大连师范专科学校、大连市卫生学校三所学校合并组建了新的大连大学。时任大连市副市长的赵亚平任新大连大学的首任校长兼党组书记。

## 硬件设施

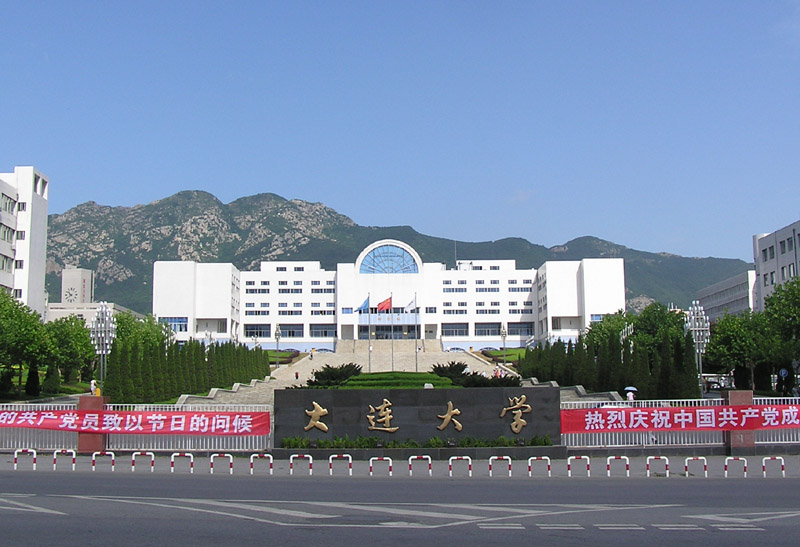
大连大学

学校总占地面积128.2万平方米，建筑面积50.3万平方米。图书馆面积2.16万平方米，馆藏图书135.4万余册。各体育场馆总面积达2.07万平方米，学校田径场曾为2008年北京奥运会美国田径队的训练基地。